# Laurina Fazer
Laurina Fazer, née le 13 octobre 2003 à Argenteuil, est une footballeuse française évoluant au poste de milieu de terrain.

## Biographie

### Jeunesse
Native d'Argenteuil, dans le Val-d'Oise, d'une mère malgache et d'un père guadeloupéen, Laurina Fazer commence à jouer au football en club à l'âge de cinq ans pendant un an à l'Association sportive et culturelle du Val d'Argenteuil, suivant sa grande sœur Kalo. Repérée lors d'un rassemblement Fillofoot par le PSG, elle intègre dès six ans l'association du club parisien. Jouant d'abord avec les garçons, elle est ensuite surclassée avec filles et s'impose rapidement au sein de l'équipe U19 qui devient championne de France en 2019.

### Carrière en club
Alors qu'elle participe déjà à quelques entraînements avec le groupe pro, en juin 2020, à 16 ans, elle signe son premier contrat professionnel avec le PSG, jusqu'en 2023. Le 14 novembre 2020, elle joue son premier match de D1, contre Issy (victoire 14-0), et délivre deux passes décisives,. Le 10 décembre 2020, elle fait ses débuts en Ligue des champions, entrant en jeu contre Górnik Łęczna en seizièmes de finale aller. En fin de saison, elle devient championne de France avec le PSG, une première pour le club parisien.

### Carrière internationale
Laurina Fazer est sélectionnée en équipe de France des moins de 16 ans en 2019 puis en moins de 17 ans. Elle participe à différents matchs amicaux et à des matchs de qualification pour l'Euro U17.
Le 29 septembre 2022, Laurina Fazer est convoquée pour la première fois en équipe de France A à seulement 18 ans.
Le 31 mars 2023, Laurina Fazer est convoquée par le nouveau sélectionneur Hervé Renard. Elle honore sa 1re sélection face à la Colombie le 7 avril et rentre face au Canada le 11 avril.

## Palmarès

### En club
Paris Saint-Germain
- Championnat de France (1)
  - Championne en 2021
- Coupe de France (2)
  - Vainqueur en 2022 et 2024.

 PSG -19 ans
- Challenge National U19 (1)
  - Championne en 2019.

### Distinctions individuelles
- Trophée UNFP de la meilleure espoir de Division 1 féminine de la saison 2021-2022[8] et de la saison 2022-2023[9].

## Statistiques
| Saison                | Club                  | Championnat           | Championnat | Championnat | Coupe(s) nationale(s) | Coupe(s) nationale(s) | Compétition(s) continentale(s) | Compétition(s) continentale(s) | Compétition(s) continentale(s) | Total | Total |
| Saison                | Club                  | Division              | M.          | B.          | M.                    | B.                    | Comp.                          | M.                             | B.                             | M.    | B.    |
| 2020-2021             | Paris Saint-Germain   | Division 1            | 6           | 0           | 0                     | 0                     | WCL                            | 2                              | 0                              | 8     | 0     |
| Total sur la carrière | Total sur la carrière | Total sur la carrière | 6           | 0           | 0                     | 0                     | -                              | 2                              | 0                              | 8     | 0     |